# Noma Noha Akugue
| jaar | rang enkelspel | rang dubbelspel |
| ---- | -------------- | --------------- |
| 2021 | 708            | 865             |
| 2022 | 258            | 435             |
| 2023 | 171            | 279             |
| 2024 | 212            | 195             |

Noma Noha Akugue (Reinbek, 2 december 2003) is een tennisspeelster uit Duitsland. Noha Akugue begon met tennis toen zij vier jaar oud was. Haar favoriete ondergrond is hardcourt. Noha Akugue speelt linkshandig en heeft een tweehandige backhand. Zij is actief in het internationale tennis sinds 2020.

## Persoonlijk
Haar moeder Miriam Akugue en vader Ronald Obazelu kwamen in de jaren 1990 uit Nigeria naar Duitsland.

## Loopbaan

### Junioren
Op dertienjarige leeftijd werd Noha Akugue Duits nationaal kampioen onder de 16 jaar. In december 2020 werd zij, 17 jaar oud, nationaal kampioen bij de volwassenen.

### Enkelspel
Noha Akugue debuteerde in 2020 op het ITF-toernooi van Alkmaar (Nederland) – zij bereikte er meteen de finale, die zij verloor van de Nederlandse Cindy Burger. In 2022 veroverde Noha Akugue haar eerste titel, op het ITF-toernooi van Caïro (Egypte), door de Taiwanese Yang Ya-yi te verslaan. Tot op heden(april 2025) won zij twee ITF-titels, de andere in 2024 in Přerov (Tsjechië).
In 2023 speelde Noha Akugue voor het eerst op een WTA-hoofdtoernooi, op het toernooi van Hamburg, waar zij een wildcard had gekregen – zij bereikte er meteen de finale – zij verloor van de Nederlandse Arantxa Rus. Door dit resultaat kwam zij binnen op de top 150 van de wereldranglijst.
Haar hoogste notering op de WTA-ranglijst is de 142e plaats, die zij bereikte in juli 2023.

### Dubbelspel
Noha Akugue was in het dubbelspel minder actief dan in het enkelspel. Zij debuteerde in 2020 op het ITF-toernooi van Alkmaar (Nederland), samen met landgenote Laura Böhner. Zij stond in 2022 voor het eerst in een finale, op het ITF-toernooi van Caïro (Egypte), geflankeerd door de Bulgaarse Ani Vangelova – zij verloren van het duo Yasmin Ezzat en Noa Liauw a Fong. Later dat jaar veroverde Noha Akugue haar eerste titel, op het ITF-toernooi van Leipzig (Duitsland), samen met landgenote Ella Seidel, door het Duitse duo Tea Lukic en Joëlle Steur te verslaan. Tot op heden(april 2025) won zij drie ITF-titels, de meest recente in 2024 in Kuršumlijska Banja (Servië).
In 2021 speelde Noha Akugue voor het eerst op een WTA-hoofdtoernooi, op het toernooi van Stuttgart, samen met landgenote Julia Middendorf. Haar beste resultaat op de WTA-toernooien is het bereiken van de tweede ronde op het WTA 500-toernooi van Berlijn, eenmaal in 2023 en andermaal in 2024, beide met landgenote Jule Niemeier aan haar zijde.

## Palmares
| Legenda                 |
| ----------------------- |
| Grandslamtoernooi       |
| Olympische Spelen       |
| Year-End Championships  |
| Premier Mandatory       |
| Premier Five / WTA 1000 |
| Premier / WTA 500       |
| International / WTA 250 |
| Challenger / WTA 125    |

### WTA-finaleplaatsen enkelspel
| nr.              | finale     | toernooi    | ondergrond | tegenstandster | score    |         |
| ---------------- | ---------- | ----------- | ---------- | -------------- | -------- | ------- |
| gewonnen finales |            |             |            |                |          |         |
| geen             |            |             |            |                |          |         |
| verloren finales |            |             |            |                |          |         |
| 1.               | 2023-07-29 | WTA Hamburg | gravel     | Arantxa Rus    | 0-6, 6-7 | details |

### Gewonnen ITF-toernooien enkelspel
| nr. | finale     | toernooi | dotatie  | ondergrond | tegenstandster in finale | score         |
| --- | ---------- | -------- | -------- | ---------- | ------------------------ | ------------- |
| 1.  | 2022-05-15 | Caïro    | $ 15.000 | gravel     | Yang Ya-yi               | 6-1, 6-1      |
| 2.  | 2024-08-25 | Přerov   | $ 75.000 | gravel     | Kristina Dmitruk         | 6-2, 3-6, 6-1 |